# Рамон Касерес
Рамон Артуро Касерес Васкес (15 грудня 1866 — 19 листопада 1911) — домініканський політик, президент країни у 1906—1911 роках. Також обіймав посаду віце-президента в кабінеті Карлоса Феліпе Моралеса.
Був убитий 1911 року повстанцями, які влаштували засідку, коли той їхав власним авто. Його смерть стала початком громадянської війни в країни, що тривала до окупації Домініканської Республіки 1916 року.